# Total positive Matrix
In der Mathematik sind total positive Matrizen (reelle) Matrizen, deren Minoren alle positiv sind. Total positive Matrizen spielen in verschiedenen Gebieten der Mathematik, wie Graphentheorie, Algebraische Geometrie, stochastischen Prozessen, Spieltheorie, Matroidtheorie und Differentialgleichungen, sowie bei Brownscher Bewegung, elektrischen Netzwerken und in der Chemie eine Rolle.

## Definition
Eine {\displaystyle n\times n}-Matrix
{\displaystyle \mathbf {A} =(A_{ij})_{1\leq i,j\leq n}}
heißt total positiv, wenn alle ihre Minoren
{\displaystyle M_{I,J}:=\det \left[\mathbf {A} \right]_{I,J},\ I,J\subset \left\{1,\ldots ,n\right\},\ |I|=|J|}
(also die Determinanten der quadratischen Untermatrizen, die durch Streichen einer oder mehrerer Spalten und Zeilen entstehen) positiv sind:
{\displaystyle M_{I,J}>0\quad {\text{für alle}}\quad I,J\subset \left\{1,\ldots ,n\right\},\ |I|=|J|}.

## Beispiele
Vandermonde-Matrizen {\displaystyle V(x_{1},x_{2},\ldots ,x_{n})} mit {\displaystyle 0<x_{1}<x_{2}<\ldots <x_{n}} sind total positiv.

## Satz von Gantmacher und Krein
Der Satz von Gantmacher und Krein besagt, dass jede total positive Matrix zu einer Diagonalmatrix
{\displaystyle diag(\lambda _{1},\lambda _{2},\ldots ,\lambda _{n})}
mit {\displaystyle \lambda _{1}>\lambda _{2}>\ldots >\lambda _{n}>0}
ähnlich ist.

## Geschichte
Total positive Matrizen sind ein Spezialfall positiver Matrizen (Matrizen, deren Einträge positiv sind), die zuerst von Oskar Perron untersucht wurden. Er bewies, dass der betragsmäßig größte Eigenwert einer positiven Matrix reell, positiv und ein einfacher Eigenwert ist. Gantmacher und Krein untersuchten total positive Matrizen und bewiesen, dass alle ihre Eigenwerte reell, positiv und einfach sind. Anne Whitney bewies einen Reduktionssatz, mit dem man die total positiven Matrizen als von einer expliziten Menge einfacher Matrizen erzeugtes Submonoid von {\displaystyle GL(n,\mathbb {R} )} darstellen kann. Dieser Zugang wurde dann von Lusztig auf beliebige halbeinfache Lie-Gruppen übertragen.